# Ilshofen
Ilshofen là một thị xã thuộc huyện Schwäbisch Hall, trong bang Baden-Württemberg, nước Đức. It is located 15 km về phía đông bắc của Schwäbisch Hall.